# 王妍
王妍（1999年10月30日—），北京人，出自先农坛体校，中國女子體操運動員，个人强项為跳马和自由体操。

## 簡歷
2014年5月，王妍在广西南宁舉行的全国体操锦标赛暨第45届世界体操锦标赛测试赛中，获得女子全能季军及跳马冠军。
2014年8月，王妍代表中国參加在南京舉行的夏季青年奧林匹克運動會體操比賽。在体操资格赛和全能比赛时，王妍由於压力过大在强项跳马和自由操发挥欠佳，高低杠比赛还掉下了器械，最终只能在全能决赛拿得第4名。在随后的单项决赛中，她放下了压力，先后获得跳马金牌、高低杠铜牌，以及平衡木金牌。
2015年10月，王妍出戰格拉斯哥舉行的世界競技體操錦標賽。她在资格赛跳马比赛中发挥出色，以第5名进入决赛，是繼2008年以後中国选手第一次进入这个项目的决赛；此外，她还以资格赛第6名和第19名进入平衡木和全能决赛。她在个人全能决赛中，先後在平衡木时掉木及自由体操时失误坐地，最后总分55.741分，僅获得第11名；其後，她分別以14.583分和13.633分拿得跳马第6名及平衡木第5名。